# 李士謙
李士謙（523年—588年），中国南北朝、隋朝著名的隐士。表字子約，趙郡平棘县（今河北省赵县）人。
幼年丧父，以孝顺母亲闻名。母亲嘔吐怀疑中毒，李士謙跪着尝食。伯父北魏岐州刺史李瑒说：「这孩子是我家的颜子」。十二岁时，北魏广平王元赞召他担任開府参軍事。後来母亲去世，李士謙服丧骨痩嶙峋。李士謙的姐姐嫁给宋氏，不胜哀痛而亡。李士謙守丧结束，捨弃宅邸住在伽藍佛寺，离开故乡，专心学業，广览書籍，善于天文占卜。北齐吏部尚書辛術召他代行員外郎，趙郡王高叡推举他有德行，他都称病没有就任。和士開也看重李士謙的名望，建议朝廷拔擢他为国子祭酒。李士謙知道后坚决推辞，没有卷入北齐的政治。隋朝建立，李士謙志向不变，没有出来做官。
李士謙家庭富裕，自身生活節俭，飲酒肉食，都会分给众人。用自己的財産調停同乡同族兄弟之间的財産纠纷，偷盗他家穀物的都被他释放。李士謙善于議論宗教，不相信佛教的報应論。積善積恶应对人的转生，佛教东传以前賢者就已经主張了。客人問三教的優劣，李士謙回答「佛教如日，道教如月，儒教如五星」。李士謙作詠怀詩，总是毁掉詩的底稿，不让他人看見。李士謙論刑罰，否定死刑的抑止力，主張部分恢复肉刑。588年（開皇八年），在家中去世。享年六十六岁。
其妻范陽盧氏有婦德，丈夫李士謙死後，对所有赠予的送葬品，全不接受，对州里父老说：「参軍平生好施舍。现在虽然去世，怎么能强行改变他的志向呢」，于是散发粟五百石救济窮人。李士謙懿德善行主要表现在赈济贫苦乡民方面，这在历代隐士中是不多见的。